# Johan Forssell
Carl Johan Henrik Forssell, född 8 december 1979 i Kista i Stockholm, är en svensk civilekonom och politiker (moderat). Sedan 10 september 2024 är han Sveriges migrationsminister. Dessförinnan var han 2022–2024 Sveriges bistånds- och utrikeshandelsminister.
Han är ordinarie riksdagsledamot sedan 2010 (dessförinnan även riksdagsledamot under en kort period efter valet 2006), invald för Stockholms kommuns valkrets.

## Bakgrund
Forssell är uppvuxen i Örebro och Stockholm. Han gjorde värnplikten som norrlandsjägare vid Norrlands dragonregemente (K 4) i Arvidsjaur.
Forssell är utbildad civilekonom vid Handelshögskolan i Stockholm, där han avlade examen 2004. Han läste en utlandstermin vid London School of Economics. 
Han har skrivit rapporter åt Svenskt Näringslivs tankesmedja Timbro, om bland annat LO och Konsumentverket.
Forssell utsågs 2005 till "Sveriges sexigaste kille" av tidningen QX:s "bögjury".

## Politisk karriär
Forssell gick med i Moderata ungdomsförbundet 1992 när han var högstadie-elev på Lillåns skola i Örebro. Under gymnasietiden på Rudbecksgymnasiet, där han gick naturvetenskaplig linje, valdes han till riksordförande för Moderat skolungdom.
När Forssell studerade på Handelshögskolan år 2000 blev han invald i Moderata ungdomsförbundets styrelse och på förbundsstämman den 20 november 2004 valdes han till ny förbundsordförande, efter avgående Christofer Fjellner. Inför valet profilerade han sig för nedmontering av välfärdsstaten och införande av privata försäkringar, mindre reglerad arbetsrätt samt fri invandring men med andra bidragsformer så att de som kommer hit måste försörja sig själva. Under studietiden på Handels var han även talman för studentkårens fullmäktige. Våren 2005 inledde han "rättviseturnén", som lanserades som ett sätt att ta över rättvisebegreppet från socialdemokraterna. Turnén gick ut på att förklara hur arbetsrätten var orättvis, med till exempel lagen om anställningsskydd, och kontraproduktiv och hindrade unga att börja arbeta. Han satt på posten till november 2006, efter att ha blivit invald till riksdagen vid valet samma år, då han tog steget upp i moderpartiet.
Den riksdagsplats om Forssell blev invald till i valet 2006 valde han att lämna till förfogande och blev istället först stabschef hos statsminister Fredrik Reinfeldt i Statsrådsberedningen. Under tillsättandet av regeringen Reinfeldt drabbades flera nyutropade ministrar av olika affärer. Särskilt granskades om TV-avgifter betalats, och det noterades att Johan Forssell var en av de nya toppolitikerna som undvikit den en längre tid. Efter något år som stabschef fick han rollen som planeringschef i Moderaternas partiledning med ansvar för politikutveckling. Han var 2010 redaktör för den moderata debattboken Med blicken mot framtiden.
I riksdagsvalet 2010 stod Forssell på plats 9 på Moderaternas riksdagslista för Stockholms kommuns valkrets, och valdes in i riksdagen. Han var ledamot i försvarsutskottet och välkomnade värnpliktens avskaffande, men förespråkade att det skulle kombineras med ett medlemskap i Nato.
Moderaterna förlorade regeringsmakten i valet 2014, och Fredrik Reinfeldt avgick även som partiledare. Forssell utsågs till vice ordförande i socialförsäkringsutskottet och Moderaternas talesperson i socialförsäkrings- och migrationsfrågor. Mellan oktober 2018 och februari 2019 var han ordförande i socialförsäkringsutskottet. I februari 2019 blev han ledamot i justitieutskottet och rättspolitisk talesperson för Moderaterna, fram till valet 2022. 2021 valdes han till förbundsordförande för Moderaterna i Stockholms stad.
Efter riksdagsvalet 2022 blev Forssell den 18 oktober 2022 Sveriges bistånds- och utrikeshandelsminister och statsråd i utrikesdepartementet i regeringen Kristersson. Vid Riksmötets öppnande 10 september 2024 presenterades några ändringar och Forssell blev migrationsminister och statsråd i justitiedepartementet.
Sommaren 2025 skrev Expo en artikel där det framkom att hans tonåriga son var aktiv i högerextrema kretsar, utan att namnge ministern eller förtydliga hur de var närstående. Efterföljande rapportering handlade om säkerhetsrisken, och att Johan Forssell själv tryckt på hårt om föräldraansvaret för ungdomar i extrema och kriminella miljöer.

## Utmärkelser
- 1:a klassen av estländska Terra Mariana-korsets orden, 2 maj 2023.